# Dobrohošť (district de Jindřichův Hradec)
Pour les articles homonymes, voir Dobrohošť.
Dobrohošť (en allemand : Dobrohost) est une commune du district de Jindřichův Hradec, dans la région de Bohême-du-Sud, en République tchèque. Sa population s'élevait à 44 habitants en 2020.

## Géographie
Dobrohošť se trouve à 4 km à l'est de Dačice, à 36 km à l'est-sud-est de Jindřichův Hradec, à 75 km l'est-nord-est de České Budějovice et à 135 km au sud-est de Prague.
La commune est limitée par Dačice au sud, à l'ouest et au nord, et par Budíškovice à l'est.

## Histoire
La première mention écrite du village date de 1399.